# Nothocastoreum cretaceum
Nothocastoreum cretaceum — вид грибів, що належить до монотипового роду  Nothocastoreum. Цей вид знайдений лише в Австралії.